# David Dunbar Buick
David Dunbar Buick (właściwie David Dunbar Buik, ur. 17 września 1854 – zm. 5 marca 1929) – szkocko-amerykański przedsiębiorca, założyciel firmy motoryzacyjnej Buick.
David Dunbar Buik urodził się 17 września 1854 roku w szkockim Arbroath, w 1856 roku jego rodzina przeniosła się do Detroit, gdzie zmieniła zapis nazwisk na Buick.
W 1884 roku został współwłaścicielem nowo założonej firmy hydraulicznej, w tym czasie opatentował nowy sposób łączenia porcelany i metalu.
W 1899 roku zajął się produkcją silników do statków, w rok później przestawił produkcję pod potrzeby przemysłu motoryzacyjnego. W 1903 roku zaprojektował i zbudował pierwszy samochód, jednak firma była w fatalnej sytuacji finansowej. Wkrótce zaczął współpracę z Williamem Durantem, co w 1908 roku uczyniło Buicka drugą firmą na rynku. Sam David Buick opuścił firmę w 1906 roku, przedsiębiorstwo stało się zaś częścią General Motors.
Zmarł 6 marca 1929 w Detroit, na raka okrężnicy.